# Єгипетський базар
Єгипетський базар (тур. Mısır Çarşısı) — ринок, розташований у старій частині Стамбула, в районі Еміненю; другий за величиною ринок міста після Капали-Чарши. На його території знаходиться близько 80 крамниць, основний асортимент яких становлять солодощі, прянощі і лікувальні трави, спеції, делікатеси з сухофруктів і м'яса, молочні продукти.
Отримав свою назву «Єгипетський базар», оскільки його було побудовано з доходів від Османського еялету Єгипет
Базар був побудований в 1660 році за наказом Турхан-султан архітектором Касім-ага. Спочатку був частиною комплексу Нової мечеті, виконуючи функцію забезпечення фінансування її будівництва. Будівля, побудована в формі дзеркально-зворотної букви L, налічує шість вхідних воріт. Купола комплексу покриті свинцем.
Спочатку називався «новим», а також «материнським» базаром.
Єгипетський базар двічі постраждав від пожежі — в 1691 та 1940 роках. Під час робіт по його відновленню 1940—1943 років, комплекс втратив безліч своїх оригінальних деталей. В 1941 році його було відокремлено від Нової мечеті спорудженою дорогою.

## Галерея

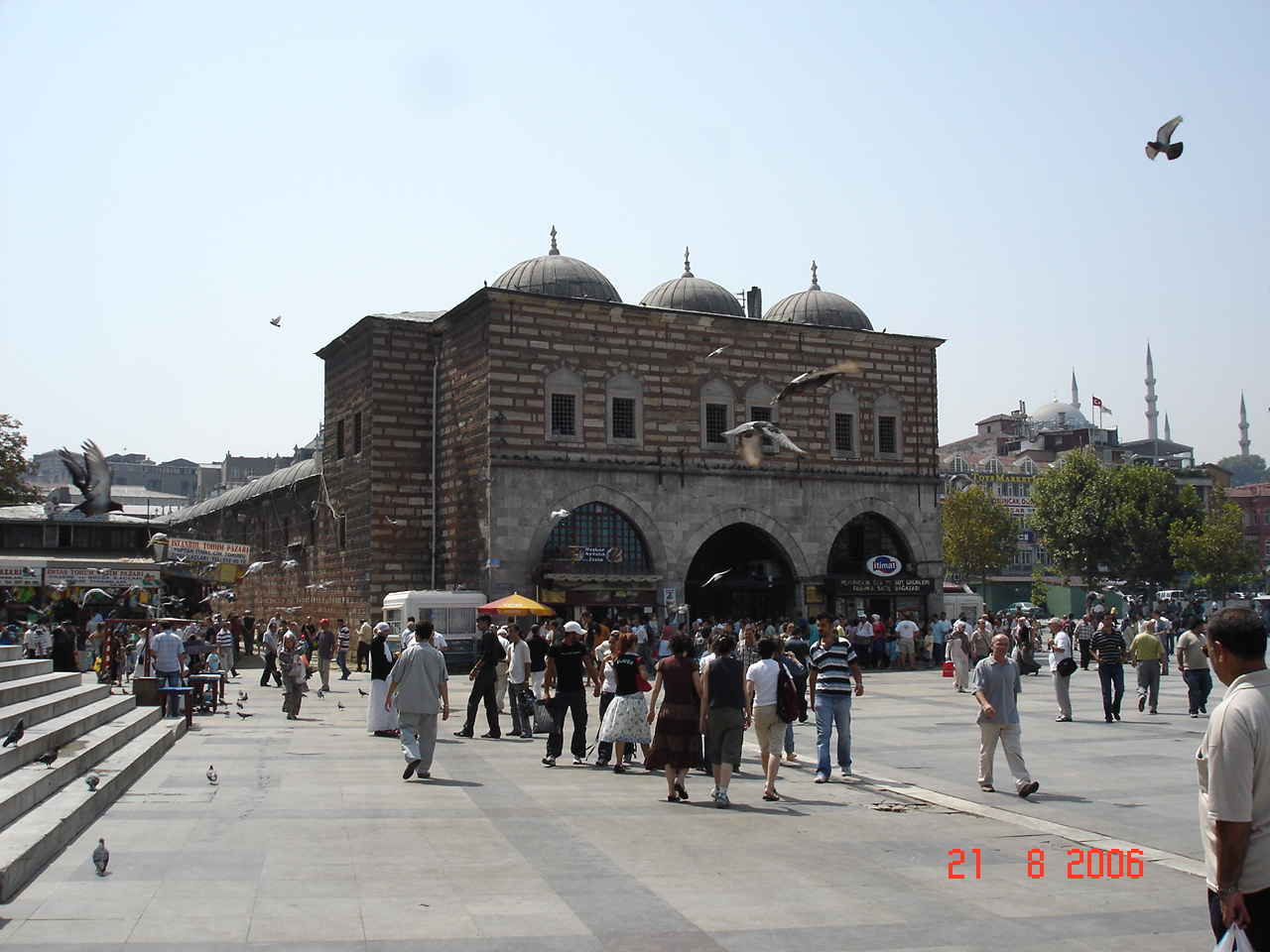
Будівля Єгипетського базару
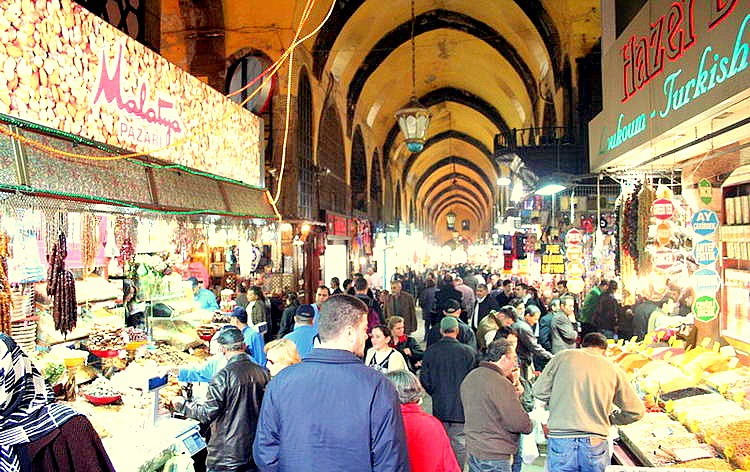
Одна з галерей комплексу
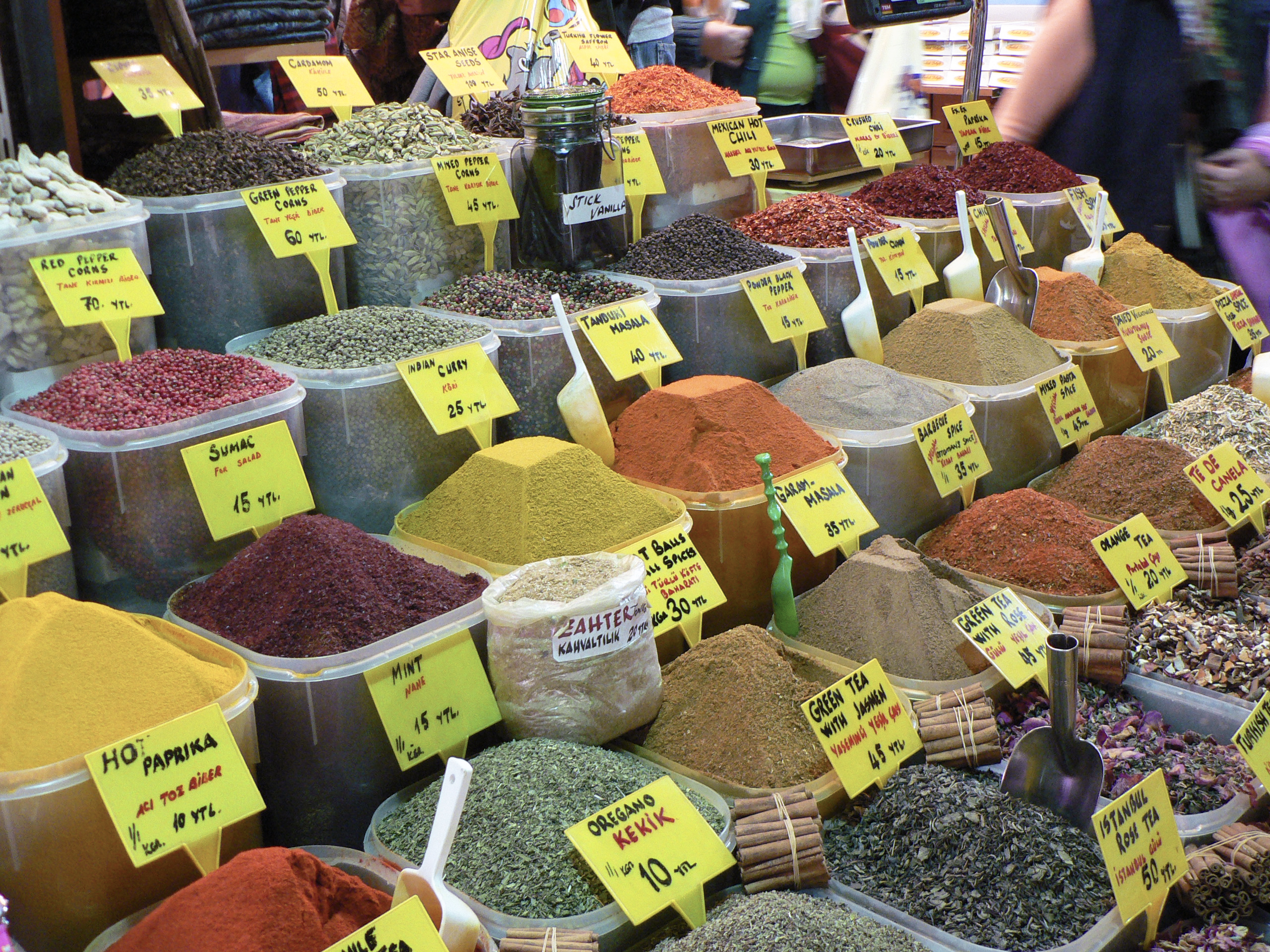
Прилавок зі спеціями
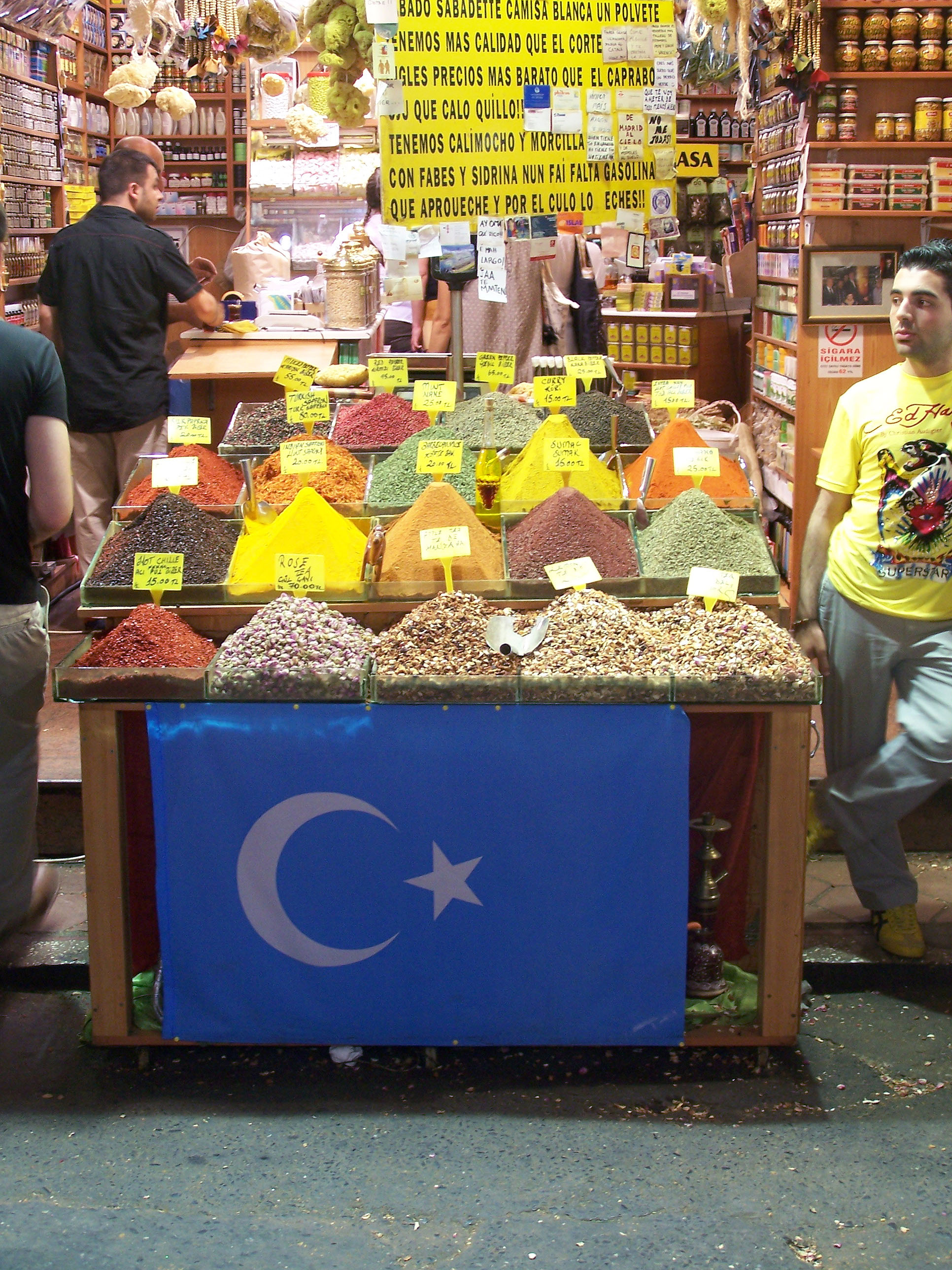
Прилавок зі спеціями